# Peter Schaefer

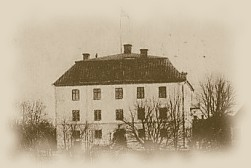
Gävle Slott, där Peter Schaefer satt fängslad

Peter Schaefer, född i Åbo i Finland på 1660-talet, död 1729 i fångenskap på Gävle slottsarrest invid Gävle slott, var en radikalpietist.

## Biografi
Petter Schaefer var son till rådmannen i Åbo Abraham Henrik Schaefer den yngre. Efter att ha blivit student vid Åbo akademi 1677 och student vid Uppsala universitet 1685 blev han magister i Åbo 1688. Vid samma tid slöt han sig till den före detta prästen Lars Ulstadius och studenten Olof Ulhegius, vilka tillsammans blev kända, eller ökända, som "Finlands profeter", en radikal grupp som kritiserade samhället och statskyrkan. Med dessa tre började den pietistiska väckelsen i Finland.
Schaefer hade redan i unga år sysselsatt sig med läsning av Thomas a Kempis' "Om Kristi efterföljelse", Johann Gerhards "Betraktelser", Johann Arndts "Sanna kristendom" och Bibeln. Dessa studier i förening med "Andans starka rörelser hade", som han själv uttryckte det, "så dragit hans sinne från den säkra och i hela vår kristenhet allmänt skrymtaktiga kristendomen", att han föresatt sig att aldrig söka eller ta emot någon världslig heder, utan ägna sitt liv åt himmelsk visdom och Guds kunskap, till befrämjande av Guds ära och sitt eget och andras sanna själagagn.
Denna föresats hade han dock inte hållit, utan av sina anhöriga låtit övertala sig att avlägga en magistergrad i filosofi. Senare ansåg han sig därigenom ha förnekat Guds ära och sade sig djupt ångra sina världsliga studier. Han brände sina filosofiska böcker, återlämnade magisterdiplomet och varnade den studerande ungdomen att inte, i likhet med honom, "beflita sig om köttslig visdom och jordisk heder".

## Arresterad och anklagad
År 1689 blev han tillsammans med sina två vänner arresterad och anklagad inför Åbo hovrätt. Rannsakningen inför hovrätten visade, enligt den tidens mening, att deras villfarelser var flerfaldiga. De tre vännerna ansåg att "papisterna" hade en i det närmaste riktig lära om rättfärdiggörelsen, att den Heliga Skrift var endast en död bokstav "såframt ej Kristi Ande är därhos", att predikans kraft beror av predikantens helighet o.s.v. De hade också använt talesätt, som uppfattades som kätterska och anstötliga, såsom att de fromma är "Kristi beläte, likasom Kristus är Faderns", att hos prästerna borde "den Helige Ande brinna", på det att de skulle kunna meddela honom åt sina åhörare, att ordet "person" ej borde användas i treenighetsläran, då det ej förekommer i bibeln.
Slutligen konstaterades att de förkastade kyrkans symboliska böcker och hade "med svåra injurier utfarit" mot konsistoriet och prästerskapet.
En kommentar skriver: Även om än de anklagade gick mycket längre i svärmiska överdrifter än Philipp Jakob Speners vänner i Tyskland, hade de dock mycket gemensamt med dem, och drev i synnerhet, med iver, den bekanta pietistiska satsen, att en opånyttfödd prästmans förvaltning av sitt ämbete inte kan ha någon kraft.
Hovrätten, som inberättade saken till Kunglig Majestät, hemställde visserligen, om inte de anklagade borde behandlas såsom mindre vetande. Men biskop Johannes Gezelius den yngre, som tidigare hade haft en positiv inställning till den spenerska rörelsen, var nu av annan mening och yrkade, att alla tre borde kvarhållas i fängelse och domkapitlet arbeta på deras omvändelse, en åsikt som konungen biföll.

## Fängslade för sin tro
Ledaren för de tre, Lars Ulstadius, stod orubbligt fast vid sin bekännelse och kunde ej förmås till återkallelse. Han blev därför 1692 av Åbo hovrätt dömd att "såsom en affälling och den evangeliska lärans försmädare" mista livet. Men eftersom han ansågs "icke vara klar i hufvudet, utan hafva en svår melankoli", så mildrades domen till livstids fängelse. Han översändes 1693 till Smedjegårdsfängelset i Stockholm.
Olof Ulhegius, som av Åbo hovrätt förklarades vara en "idiot" av "stupido ingenio", återkallade 1693 sina villfarelser, stod "uppenbar kyrkoplikt" och blev frigiven. Hos domkapitlet i Åbo anmälde han dock år 1700, att han ångrade sitt avfall från den av Ulstadius bekända sanningen. Följande år underrättade han sin sockenpräst att han söndrade sig ifrån den lutherska församlingen och ville leva och dö skild från hennes gemenskap. Han förblev dock i frihet, och dog i stillhet 1702.
Den förnämste av de anklagade i snillegåvor och lärdom var Peter Schaefer. Han dömdes till livstids fängelse och insattes på Åbo slott. Men eftersom läkarbetyg styrkte att han i några år varit behäftad med "melancholia" hemställde hovrätten om han inte borde sändas till sina bröder i Stockholm, där han genom medikamenter och folks umgänge möjligen kunde hjälpas.
För att undgå denna bortsändning återkallade emellertid Schaefer sina förmenta villfarelser, och begärde att få bli präst. 1692 frigavs han efter att ha varit fängslad i tre år. Då kungen beslutade att han i likhet med Ulhegius skulle "stå uppenbar kyrkoplikt", föredrog han dock att år 1695 lämna sitt fädernesland.

## I frivillig landsflykt
Schaefer besökte nu Tyskland, Frankrike och England. I Halle uppehöll han sig nära ett år och skall en tid ha varit lärare vid en av August Hermann Franckes fattigskolor. I Quedlinburg vistades han ett halvår och blev där bekant med Gottfried Arnold, vilken han högeligen prisade. Från England begav han sig till Nya Sverige i Amerika, där han dels arbetade som skolmästare bland de svenska kolonisterna, dels uppehöll sig hos kväkarna i Philadelphia och bland dem tycks ha vunnit mångas aktning och tillgivenhet.
Slutligen nedtryckt av armod och sjukdom, och i djupa samvetsförebråelser över att han låtit sig förmås att förneka vad han ansåg vara sanning, beslöt han att återvända till sitt fädernesland, för att där återkalla sitt avfall från den en gång erkända sanningen. Utrustad med respenningar ur kväkarnas kassa begav han sig på hemväg och anlände till Åbo hösten 1701. Enligt en uppgift gjorde han hela återresan "baklänges" dvs besökte de tidigare platserna i exakt omvänd ordning. Detta vittnar om att han överallt kände behov av att visa att han nu var på "den smala vägen" igen.

## Återkomsten till Åbo
Efter återkomsten till Åbo 1701 blev han övertygad om att han var en Herrens profet och den som skulle bära fram ett budskap till hela Sveriges folk (Finland hörde ju då till Sverige). 1703 besökte han sin vän Lars Ulstadius i Smedjegårdsfängelset i Stockholm.
Hemma i Åbo kom han snart åter i delo med domkapitlet och biskop Gezelius, men förblev likväl ännu i frihet, trots att han inte besökte gudstjänsten eller tog nattvarden, till dess han nära sex år efter sin hemkomst, manad av sitt samvete, en dag gick runt till hovrättens ledamöter och tillställde dem "Guds och Jehovahs stämning" att följande morgon infinna sig i sessionsrummet, för att åhöra hans samvetsmål och bekännelse.
I en till stämningen bifogad bekännelseskrift framhöll han bl.a. såsom summan av sin religion och tro: att i tron på Kristus frukta Gud och göra rättfärdigheten och bli salig eller rättfärdig i gärningen, men inte för gärningarnas skull.
Han kastades i fängelse 1707, och rättegången återupptogs emot honom, varvid han upprepade sina förra åsikter, uttalade sin väntan på det tusenåriga rikets ankomst, förkunnade straffdomar över sina förföljare, lovade konung Karl XII fortsatta segrar, men bestred hans makt över andras samveten och varnade honom i ordalag, som vid denna tid inte gärna kunde lämnas ostraffade.
Schaefer var också den förste som uttryckte åsikten att Karl XII var en Messiansk gestalt. Under rättegången förklarade han Karl XII vara kallad av Gud som ett redskap för kiliastisk förnyelse. Denna sin uppfattning stod han fast vid även efter att han satts i fängelse.

## Dömd till döden

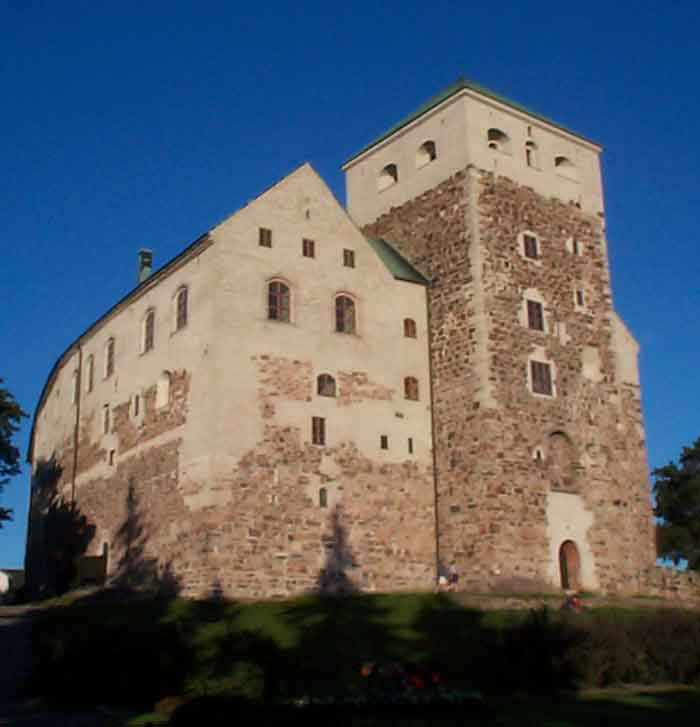
Åbo slott i Finland

Den 3 april 1709 dömde hovrätten Peter Schaefer till döden. Men domen mildrades till livstids fängelse.
På Åbo slott där han förvarades hade han frihet att ta emot besök och hålla smärre konventiklar. Många kom för att bevista bönemöten och höra förkunnelse i "Schaefers kammare", som än idag finns kvar i Åbo slott och kan besökas.
Under denna tid inlät han sig i "otillbörlig förtrolighet" med en av sina väninnor, änkan Anna Vargentin. Då frukten därav började visa sig, vigde han sig själv med henne i fängelset. Detta förklaras av pietisternas ovilja för kyrkliga ceremonier och var inget utslag av omoral. Eftersom de inte kunde godkänna en vigsel förrättad av en opånyttfödd präst, var för dem ömsesidig, livslång trolovning inför Gud giltigt som äktenskap.
Sedan ryska armén 1713 brutit in i Finland blev prästerskapet rädda att fången skulle släppas och fritt få sprida sina villoläror. Schaefer flyttades därför till Gävle i Sverige, där brodern Johan Schaefer var kyrkoherde, och sattes i slottsfängelset.

## Överflyttad till Sverige
Från 1716 fick Schaefer börja gå fritt i staden, författade traktater och skrev brev till andliga vänner som betraktade honom som en Guds man. Brodern Johan, som varit hovpredikant hos Karl XI innan han blev kyrkoherde i Gävle, varnade då för "den falske profeten" och såg till att hans frihet begränsades. Bröderna blev aldrig försonade och Peter Schaefers sista år blev svåra då han behandlades illa och drabbades av sjukdomar.
Åbo Tidning skrev 1883: "Man påstår, att brodern, prosten Johan Schaefer i Gefle, gjort flera fåfånga försök att förmå honom efter återkomsten till riket överge sina ifrån den lutherska läran avvikande religionssatser och att därigenom ovänskap uppkommit emellan båda bröderna till den grad; att Pehr Schaefer vägrat emottaga de bidrag till sitt uppehälle i fängelset, som han med säkerhet visste vara lämnade av brodern."
Under sin fängelsetid författade han förutom sin dagbok en skrift: "Petri hanerop", vilken dock inte blev tryckt.
Efter 16 år i mer eller mindre sträng fångenskap i slottshäktet dog Peter Schaefer, cirka 65 år gammal, år 1728. Hans sammanlagda tid som fånge hade då varat 24 år.

## Begravd som kättare
Begravningen skedde, som brukligt var för kättare, i "ovigd jord", på norra sidan av Gävle kyrkogård vid Heliga Trefaldighets kyrka, Detta berättas i en skrift som förvaras i Skoklosters bibliotek, med följande titel:  "Afskrift af det som i Gefle Slotts Arrest fants skrifvet af P. H. Schaefer, som där dog 1729 i grofva villfarelser, hvarföre han också på norra sidan af Gefle kyrkogård nedgräfdes".
Peter Schaefer hör helt klart till de minnesvärda gestalterna inom radikalpietismen. En uthållig trons kämpe sedan han väl vunnit klarhet i sin kallelse, och ett föredöme för alla som sätter värde på religionsfrihet.